# Penstemon cobaea
Espèce
Penstemon cobaea  est une espèce de plantes de la famille des Plantaginacées, originaire d'Amérique du Nord. Elle est connue sous le nom de  Prairie Beardtongue en anglais.

## Description
Cette espèce est pérenne, et peut atteindre 90cm de hauteur. Les fleurs sont généralement de couleur blanche ou rose. 